# Sherwin Osborne
Pour les articles homonymes, voir Osborne.
Sherwin Osborne, né le 2 décembre 1982, est un coureur cycliste anguillais.

## Biographie
Sherwin Osborne est originaire du Guyana. Il commence le cyclisme à l'âge de quinze ans. D'abord actif sur ses terres natales, il poursuit ensuite la pratique de ce sport à Anguilla, un territoire où il s'installe en 2006. Sous les couleurs de son nouveau pays, il participe aux Jeux du Commonwealth en 2014 et 2018. Il fait aussi partie des cyclistes anguillais sélectionnés pour disputer les championnats de la Caraïbe en 2019, avec un rôle de capitaine d'équipe,. En 2022 et 2024, il devient champion d'Anguilla sur route.

## Palmarès
- 2019
  - 3e de l'OECS Cycling Challenge
- 2022
  -  Champion d'Anguilla sur route
- 2024
  -  Champion d'Anguilla sur route